# Christian Jäger (Radsportler)

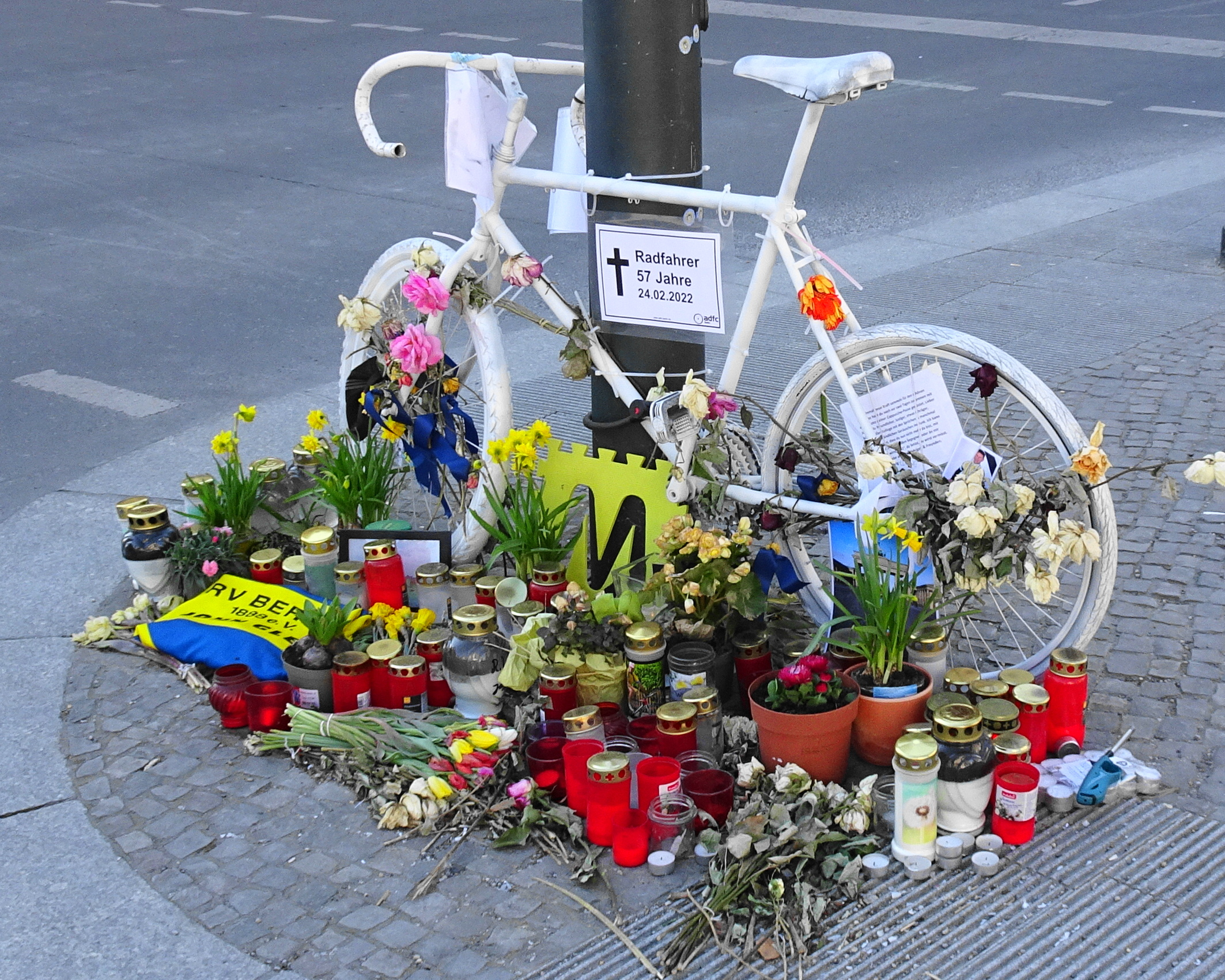
Geisterrad für Christian Jäger in Berlin

Christian Bernd Uwe Jäger (* 7. Juli 1964 in Berlin; † 24. Februar 2022 ebenda) war ein deutscher Radsportler, der in den Disziplinen Straße, Bahn, Querfeldein, BMX und bei Wettkämpfen der Fahrradkuriere startete.

## Sportlicher Werdegang
Durch eine Delegierung 1978 an die Kinder und Jugendsportschule „Ernst Grube“ Berlin trainierte Jäger beim Berliner TSC, dem mit der Schule verbundenen Sportclub. Seinen ersten nationalen Titel gewann er 1982, als er in der Klasse Jugend A die Winterbahn-Meisterschaft in der Einerverfolgung vor Frank Karraß gewann. Als Junior nahm er an zahlreichen nationalen und internationalen Wettkämpfen teil und hatte erste Erfolge auf der Straße und Bahn. So startete er 1982 bei den Straßenradsport-Weltmeisterschaften der Junioren in Marsciano (Italien/Umbrien/Provinz Perugia) und wurde 1984 DDR-Junioren-Meister im Kriterium.
In der Leistungsklasse der Männer wurde Jäger 1985 DDR-Vizemeister bei den DDR-Straßen-Radmeisterschaften auf dem Sachsenring sowie DDR-Vizemeister im Zweier-Mannschaftsfahren bei den DDR-Meisterschaften auf der Winterbahn. Im 100-km-Mannschaftszeitfahren auf der Straße 1984 und 1985 belegte er im Team SC Cottbus jeweils den 3. Platz bei den DDR-Meisterschaft. Im Jahr 1985 fuhr er die für Amateure und Profis offene Colorado Rundfahrt in den USA über 1500 km von San Francisco nach Boulder. Mit der Nationalmannschaft startete er in der Tour de Bohemia, die er auf dem 16. Platz beendete. 1986 gewann er das internationale Zweier-Mannschaftsfahren auf der Berliner Winterbahn und 1987 als Gesamtsieger die Internationale Oderrundfahrt vor Frank Schönherr.
Nach der politischen Wende 1989 startete er zunächst für das Team Avibom-Valouro-Lousa (Portugal) und den HRC Hannover, bevor er in seinen ehemaligen Verein (nun RV Berlin 1888) zurückkehrte. Er machte seine Leidenschaft als Fahrradkurier zum Beruf und nahm bis zu seinem Lebensende an zahlreichen Wettkämpfen auf der Straße, Bahn, Querfeld-ein, Mountainbike und der Fahrradkuriere teil. Er wurde als fairer Sportler, der sich auch stets in den Dienst der Mannschaft und der zu erfüllenden Aufgabe stellte, gelobt.
Am 24. Februar 2022 wurde Christian Jäger bei einer Fahrt als Radkurier unmittelbar vor der Britischen Botschaft in Berlin nahe dem Brandenburger Tor von einem Pkw erfasst; er erlag später im Krankenhaus seinen Verletzungen. Auch der Autofahrer sowie eine Polizeibeamtin erlitten bei dem Unfall Verletzungen. Jäger wurde 57 Jahre alt und hinterließ seine Frau und zwei Kinder. Am Folgetag wurde in Anwesenheit von 300 Menschen ein Geisterrad vor der Botschaft aufgestellt und eine Mahnwache gehalten.

## Erfolge
1982
- Internationale Friedensfahrt der Junioren (Course de la Paix Juniors)[14]

1984
- DDR-Meister – Kriterium[2]

1987
- Oder-Rundfahrt[8]

1991
- eine Etappe Niedersachsen-Rundfahrt[15]

2007
- Masters-Bahnweltmeisterschaften in Sydney – 10-km-Scratch (40–44)[16]

2009
- Masters-Straßenweltmeisterschaften in St. Johann in Tirol – Straßenrennen U45[17]

2011
- Masters-Straßen-Europameister in Žďár nad Sázavou (Tschechien) – Straßenrennen U50[18]